# Phaea marthae
Phaea marthae là một loài bọ cánh cứng trong họ Cerambycidae.